# آواز لیریک
آواز لیریک (به فرانسوی: chant lyrique) نوعی تکنیک آوازخوانی است که همراه موسیقی کلاسیک (اپرا، لید، کانتات، و غیره)  به صورت گسترده به کار می‌رود. به صورت تاریخی، اصطلاح لیریک به موسیقی چنگ رومی گفته می‌شد که به همراه اشعار دوران باستان نواخته می‌شد و یادآور تصویر اورفئوس بود. امروزه این اصطلاح به هر چیزی که مرتبط با اپرا باشد گفته می‌شود مثل درام لیریک، آواز لیریک و غیره.
آوازخوانی لیریک به عرصهٔ موسیقی عامه‌پسند نیز وارد شده است. خواننده‌هایی چون مونتسرات کابایه و لوچیانو پاواروتی گهگاه با خوانندگان موسیقی عامه‌پسند همکاری کرده‌اند. از انتهای دههٔ ۱۹۹۰ گروه‌های سمفونیک متال از خواننده‌های زن (حتی کر) که آواز لیریک تمرین کرده‌اند برای خواندن برخی قطعات استفاده کرده‌اند.